# Armando Guebuza
Armando Emílio Guebuza, född 20 januari 1943 i provinsen Nampula, var Moçambiques president 2005 – 2015.
Guebuza föddes i norra Moçambique och gick med i Frelimo vid 20 års ålder, strax efter Moçambiques självständighetskrig mot Portugal. Han blev senare ledamot av partiets politbyrå, och fick en plats i statsledningen efter Samora Machels oväntade bortgång 1986. Som presidentkandidat för Frelimo vann han valen i december 2004 (med 63,7 % av rösterna) och oktober 2009 (75 %). I det sistnämnda valet var Renamoledaren Afonso Dhlakama hans främste utmanare. I januari 2015 efterträddes Guebuza på presidentposten av Filipe Nyusi.
Den 1 augusti 2009 invigde Guebuza en bro över Zambezifloden som uppkallats efter honom.